# Apamea hampsoni
Apamea hampsoni är en fjärilsart som beskrevs av Shigero Sugi 1963. Apamea hampsoni ingår i släktet Apamea och familjen nattflyn. Inga underarter finns listade i Catalogue of Life.